# Tunumanu
Tunumanu (Tunomanu) ist eine osttimoresische Siedlung im Suco Fadabloco (Verwaltungsamt Remexio, Gemeinde Aileu).

## Geographie
Das Dorf Tunumanu liegt im Norden der Aldeia Lequiça in einer Meereshöhe von 1095 m auf einem Berg. Eine kleine Straße verbindet die Siedlung nach Südwesten mit dem Dorf Lequiça und nach Südosten mit dem Dorf Tatahahi. Nördlich verläuft der Fluss Ai Mera, östlich der Hatomeco und südlich der Mailaha. Die Flüsse gehören zum System des Nördlichen Laclós.